# North American Poker Tour Saison 1
Résultats et tournois de la saison 1 du North American Poker Tour (NAPT).

## Résultats et tournois

### NAPT 1PokerStars Caribbean Adventure
- Lieu : Atlantis Resort & Casino, Paradise Island,  Bahamas[1]
- Prix d'entrée : 10 300 $[1]
- Date : Du 5 au 11 janvier 2010[1]
- Nombre de joueurs :  1 529
- Prize Pool : 14 831 300 $
- Nombre de places payées :  224

| Place | Nom              | Prix        |
| ----- | ---------------- | ----------- |
| 1er   | Harrison Gimbel  | 2 200 000 $ |
| 2e    | Tyler Reiman     | 1 750 000 $ |
| 3e    | Barry Shulman    | 1 350 000 $ |
| 4e    | Benjamin Zamani  | 1 000 000 $ |
| 5e    | Ryan D'Angelo    | 750 000 $   |
| 6e    | Aage Ravn        | 450 000 $   |
| 7e    | Zachary Goldberg | 30 000 $    |
| 8e    | Thomas Koral     | 201 300 $   |

### NAPT 1 Paradise
- Lieu : The Venetian, Paradise, Nevada,  États-Unis[2]
- Prix d'entrée : 5 000 $[2]
- Date : Du 20 au 24 février 2010[2]
- Nombre de joueurs :  872
- Prize Pool : 4 017 740 $
- Nombre de places payées :  128

| Place | Nom                  | Prix      |
| ----- | -------------------- | --------- |
| 1er   | Thomas Marchese      | 827 648 $ |
| 2e    | Samuel Stein         | 522 306 $ |
| 3e    | Dan Clemente         | 309 366 $ |
| 4e    | Yunas Jamal          | 241 064 $ |
| 5e    | David Paredes        | 184 816 $ |
| 6e    | Thomas Fuller        | 144 639 $ |
| 7e    | John Anthony Cernuto | 104 461 $ |
| 8e    | Eric Blair           | 60 266 $  |

### NAPT 1 Uncasville
- Lieu : Mohegan Sun, Uncasville, Connecticut,  États-Unis[3]
- Prix d'entrée : 5 000 $[3]
- Date : Du 7 au 11 avril 2010[3]
- Nombre de joueurs :  716
- Prize Pool : 3 264 244 $
- Nombre de places payées :  104

| Place | Nom             | Prix      |
| ----- | --------------- | --------- |
| 1er   | Vanessa Selbst  | 750 000 $ |
| 2e    | Mike Beasley    | 428 000 $ |
| 3e    | Michael Woods   | 240 000 $ |
| 4e    | Scott Seiver    | 190 000 $ |
| 5e    | Al Melville     | 150 000 $ |
| 6e    | Derek Raymond   | 115 000 $ |
| 7e    | Cliff Josephy   | 85 000 $  |
| 8e    | Jonathan Aguiar | 60 244 $  |

### NAPT 1 Los Angeles
- Lieu : Bicycle Casino, Los Angeles,  États-Unis[4]
- Prix d'entrée : 5 000 $[4]
- Date : Du 12 au 17 novembre 2010[4]
- Nombre de joueurs :  701
- Prize Pool : 3 229 857 $
- Nombre de places payées :  104

| Place | Nom                 | Prix      |
| ----- | ------------------- | --------- |
| 1er   | Joe Tehan           | 725 000 $ |
| 2e    | Christopher De Maci | 440 000 $ |
| 3e    | Al Grimes           | 250 000 $ |
| 4e    | Anh Van Nguyen      | 195 000 $ |
| 5e    | Ray Henson          | 145 000 $ |
| 6e    | Mike Binger         | 114 000 $ |
| 7e    | Jason Mercier       | 84 857 $  |
| 8e    | Jacob Toole         | 60 000 $  |